# Paul Aeschimann
Paul Aeschimann, né à Rolle le 3 septembre 1886 et mort le 10 avril 1952, est un poète et critique littéraire suisse. Il est le beau-frère de l'écrivaine Mireille Havet.

## Biographie
Il est lauréat du prix Artigue de l'Académie française en 1943 pour La Terre et l'ange, poèmes.

## Œuvres
- Le Jardin défendu, poème suivi de : les Secrets de l'aurore et de la Nuit d'Hécate - préface de Vincent Muselli (1955)
- Feux d'automne (1945)
- La Terre et l'ange, poèmes (1943), prix Artigue de l’Académie française
- Les Tendances de la jeune poésie française (1918)
- Poèmes (1916)